# محمود میرزا (پسر فتحعلی‌شاه)
محمودمیرزا قاجار، پسر فتحعلی شاه قاجار، شاعر و نویسنده ایرانی است.

## زندگی و تحصیلات
به سال ۱۲۱۴ ه‍.ق به دنیا آمد. از ابتدای زندگی تحت تعلیم میرزا محمد شفیع مازندرانی، صدراعظم بود. وی نزد استادان مختلفی آموزش دید از جمله:
- علی اکبر خویی (علوم غریبه)
- عبداللطیف لاریجانی (خوشنویسی)
- حاجی محمد اصفهانی (آداب قرائت)
- میرزا رضا مجوسی (ریاضی)
- حسنعلی مازندرانی (علم اخلاق)
- میرزا یوسف طرب (فنون شاعری)

## مناصب
محمودمیرزا قاجار مدتی به حکومت کاشان رسید و در این مدت محمدتقی سپهر (لسان الملک) در خدمت وی به سر می‌برد. مدتی نیز حاکم نهاوند بود و در این شهر بناهایی نظیر قلعه رویین دز و باغ شاه را ساخت. سپس به حکومت لرستان منصوب شد. در ابتدای سلطنت برادرزاده‌اش محمدشاه قاجار به جرم توطئه علیه شاه دستگیر شد و به تهران روانه شد. وی در ۱۲۷۱ ه‍.ق درگذشت.

## آثار محمودمیرزا
- سفینة المحمود، به امر فتحعلیشاه قاجار، دارای یک مقدمه و چهار مجلس
- دیوان اشعار
- تاریخ قاجاریه، تألیف در سال ۱۲۵۶ ه‍. ق[۱]
- گلشن محمود[۲]
- سنبلستان به تقلید از گلستان سعدی
- مقصود جهان که سفرنامه وی از خرم‌آباد به گرمسیر است.[۳]
- دیوان محمود قاجار
- محمود التواریخ
- عهد حسام، که سفرنامه وی به لرستان و خوزستان است و به نام حسام السلطنه حاکم شوشتر نوشته شده‌است.[۴]
- پرورده خیال[۵]